# Robert Bridges
Robert Seymour Bridges (Walmer, 23 ottobre 1844 – Chilswell, 21 aprile 1930) è stato un poeta britannico, dal 1913 alla morte fu Poet Laureate d'Inghilterra.

## Biografia
Nacque nel Kent e venne educato all'Eton College e al Corpus Christi College di Oxford, prima di trasferirsi a Londra per studiare e praticare medicina fino all'età di quaranta anni.
Una malattia lo costrinse al ritiro nel 1882, dopodiché intraprese la carriera di scrittore.
Le sue prime poesie uscirono nel 1873 e tre anni dopo vennero pubblicati ventiquattro sonetti intitolati The Growth of Love ("Fioritura d'amore"). Durante la metà degli anni ottanta realizzò una nuova versione della storia epica di Eros e Psiche a cui seguirono composizioni drammatiche, la più importante delle quali fu Prometheus the Firegives ("Prometeo donatore del fuoco").
Nel 1890 pubblica a Londra un dramma in 5 atti con il titolo Il ritorno di Ulisse.
L'opera di maggiore profondità dell'autore è The Testament of Beauty ("Il testamento della bellezza"), costituito da una serie di strofe definite dallo stesso Bridges "alessandrine libere" ispirate allo stile miltoniano. Il poema può definirsi un compendio delle conoscenze tecniche e culturali maturate da Bridges".
Nel 1896 la collezione intitolata Shorter Poems incluse tutte la varie liriche del poeta apparse fini a quel momento in stampe separate.
Da menzionare fu sicuramente la stampa avvenuta nel 1918, per merito di Bridges, dei versi del padre gesuita Hopkins.